# Naturschutzgebiet Mattmecketal
Das Naturschutzgebiet Mattmecketal ist ein 12,77 ha großes Naturschutzgebiet (NSG) in der Gemeinde Kierspe im Märkischen Kreis in Nordrhein-Westfalen. Das NSG wurde 2003 vom Kreistag des Märkischen Kreises mit dem Landschaftsplan Nr. 7 Kierspe ausgewiesen.

## Gebietsbeschreibung
Bei dem NSG handelt es sich um die Täler von Mattmecke und Gelmecke mit Wald und Grünland. Im Bachbereich befinden sich Bach-Erlen-Eschenwald, Erlen-Sumpfwald und Grauweidengebüsche sowie Feucht- und Nassgrünlandbereiche. Im oberen Talbereich sind an den Unterhängen Magergrünland.

## Schutzzweck
Das Naturschutzgebiet wurde zur Erhaltung und Entwicklung eines Tal-Biotopkomplexes und als Lebensraum gefährdeter Tier- und Pflanzenarten ausgewiesen. Wie bei anderen Naturschutzgebieten in Deutschland wurde in der Schutzausweisung darauf hingewiesen, dass das Gebiet „wegen der landschaftlichen Schönheit und Einzigartigkeit“ zum Naturschutzgebiet wurde.